# Chaetocladius maeaeri
Chaetocladius maeaeri är en tvåvingeart som beskrevs av Lars Zakarias Brundin 1947. Chaetocladius maeaeri ingår i släktet Chaetocladius och familjen fjädermyggor. Enligt den finländska rödlistan är arten nära hotad i Finland. Arten är reproducerande i Sverige. Artens livsmiljö är stränder. Inga underarter finns listade i Catalogue of Life.